# Combin de Corbassière
Combin de Corbassière är ett berg i Schweiz.   Det ligger i distriktet Entremont och kantonen Valais, i den södra delen av landet, 110 km söder om huvudstaden Bern. Toppen på Combin de Corbassière är 3 716 meter över havet, eller 306 meter över den omgivande terrängen. Bredden vid basen är 4,5 km.
Terrängen runt Combin de Corbassière är huvudsakligen mycket bergig. Närmaste större samhälle är Bagnes, 12,8 km norr om Combin de Corbassière. 
Trakten runt Combin de Corbassière består i huvudsak av gräsmarker. Runt Combin de Corbassière är det ganska glesbefolkat, med 34 invånare per kvadratkilometer.